# 셰퍼드 멀린
쉐퍼드 멀린(Sheppard, Mullin, Richter & Hampton LLP)은 미국계 다국적 로펌으로 약 600명의 변호사와 15개의 사무소를 두고 있다. 첫 사무소는 1927년 캘리포니아 로스앤젤레스에서 시작하였고 2012년에 시카고 사무소를 개소하였다. 2012년 7월 대한민국 서울에 사무소를 내고 금융과 공정거래, 기업 M&A 분야를 주로 다룰 것으로 알려졌다.한국의 법무법인 화우와 제휴를 맺었으며 엔터테인먼트 분야 외 공정거래 및 지적재산권, 인수 및 파산·합병, 구조조정 등 금융 및 바이오·제약업계를 전문 분야로 하고 있다.

## 주요 자문실적
삼성전자의 외상매출채권을 기초자산으로 하는 자산유동화증권(ABS)와 현대자동차의 리스료를 담보로 한 금융조달 프로그램 , FRB의 미국 내 지점을 둔 해외 금융기관에 대해 혜택을 받을 수 있는 프로그램을 통해 국민은행과 신한은행, IBK기업은행 등이 이 프로그램을 통해 금융서비스를 받을 수 있도록 자문하였다.